# موسی‌آباد (رابر)
موسی‌آباد روستایی در دهستان رابر بخش مرکزی شهرستان رابر استان کرمان ایران است.
این روستا در یک کیلومتری شمال رابر قرار دارد و بافت کاملاً نوساز دارد. به دلیل آب و هوای معتدل و کوهستانی به منطقه ای ویلانشین و تفریحی تبدیل شده‌است.این روستا به دلیل مجاورت با سد زیبای ننیز،چشمه عروس ،رودخانه رابر،کوه شاه و فاصله بسیار نزدیک به شهر رابر از نقاط گردشگری و زیبای شهرستان رابر میباشد.فامیلهای اولیه این روستا حسینخانی و قنبری میباشند که اصالتا ننیزی هستند و در گذشته نه چندان دور در فصل بهار و تابستان در این روستا به کشاورزی و دامداری میپرداختند. وجود ده چشمه سار پرآب به همراه سخت کوشی ساکنان، در گذشته ای نه چندان دور سرسبزی و طراوت خاصی به این منطقه داده بود. امروزه به دلیل خشکسالیهای پیاپی و تغییرات اقلیمی اکثر چشمه های روستا خشکیده است و چاههای کم عمق جایگزین آنها شده است.

## جمعیت
بر پایه سرشماری عمومی نفوس و مسکن در سال ۱۳۹۵ جمعیت این مکان ۱۷۹ نفر (۵۲خانوار) بوده‌است.